# Matemo
Matemo é uma das ilhas Quirimbas, localizada a nordeste da ilha do Ibo (de cujo distrito faz parte), na província de Cabo Delgado, Moçambique. Tem uma superfície de cerca de 24 km², duas aldeias e um hotel recentemente construído.